# 36446 Сінодапістойя
36446 Сінодапістойя (36446 Cinodapistoia) — астероїд головного поясу, відкритий 22 серпня 2000 року.
Тіссеранів параметр щодо Юпітера — 3,483.